# Ellipteroides (Progonomyia) velutinus
Ellipteroides (Progonomyia) velutinus is een tweevleugelige uit de familie steltmuggen (Limoniidae). De soort komt voor in het Neotropisch gebied.